# Zoroga
Zoroga is een dorp in het district Central in Botswana. De plaats telt 1358 inwoners (2011).